# Eldslandet
För andra betydelser, se Eldslandet (olika betydelser).
Eldslandet (spanska: Tierra del Fuego) är en ögrupp vid sydspetsen av Sydamerika. Magellans sund skiljer öarna från kontinenten. Östliga delen tillhör Argentina med omkring 133 000 invånare och västliga delen Chile med ungefär 6 656 invånare. Ytan för samtliga öar är 71 500 km². Huvudön Isla Grande de Tierra del Fuego är cirka 47 000 km² stor.
Ögruppen fick namnet Eldslandet av Ferdinand Magellan efter de många brasor som tändes av ursprungsbefolkningen,  selk'nam.
Sydamerikas sydligaste punkt, Kap Horn, finns i Eldslandet.
Större städer i området är:
1. Porvenir, Chile -   5 907 invånare
2. Río Grande, Argentina - 55 231 invånare (okänt datum)
3. Ushuaia, Argentina - 45 430 invånare (2001)

## Geografi
Eldslandet omfattar huvudön Isla Grande de Tierra del Fuego där den västliga halvan tillhör Chile och den östliga Argentina. Från bergskedjan Darwin i sydväst leder många glaciärer ner i havet. Den högsta toppen är Mount Darwin på 2488 m ö.h.

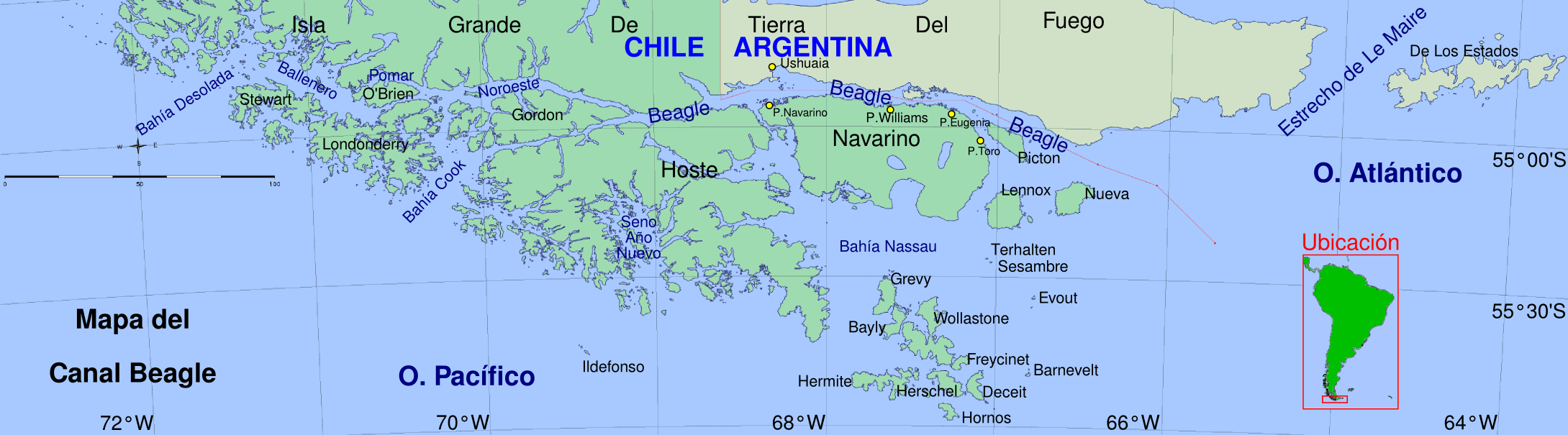
Beaglekanalen, från Stilla Havet till Atlanten.

Beaglekanalen avskiljer huvudön från arkipelagen ”Tierra del Fuego” med öarna
Hoste och Navarino och en rad mindre öar. Längre söderut ligger den sydligaste udden Kap Horn.
På huvudön ligger staden Porvenir, provinsen Tierra del Fuego. På ön Navarino ligger Puerto Williams och byn Puerto Toro.

### Klimatet
Klimatet är av subantarktisk havskaraktär med ganska korta, kyliga och regniga somrar, jämförbart med klimatet på Island och Färöarna. Dessa öar ligger mycket längre från ekvatorn, men värms upp av Golfströmmen.

### Flora
Den nordöstra delen av Eldslandet är stäpp eller halvöken, i sydväst skog med sex dominerande arter:
•	Drimys winteri, smalt träd upp till 20 m. evergreen, inhemsk.
•	Maytenus magellanica, benvedsväxt, 
•	Pilgerodendron uviferum, det sydligaste barrträdet, en cypressart, inhemsk
•	Nothofagus antarctica, sydlig bok
•	Nothofagus pumilio, sydlig bok
•	Nothofagus betuloides. sydlig bok, inhemsk.   

### Fauna

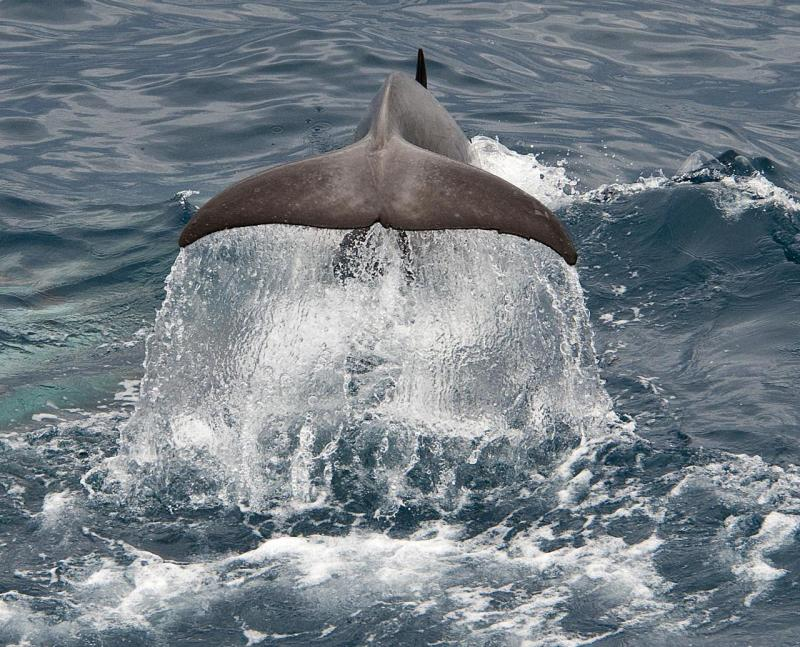
Späckhuggare vid Sydgeorgien

Omkring Bahia Ensenada vimlar kusten och insjöar av skarvfåglar, måsfåglar och doppingar. Albatrosser flyger över Beaglekanalen och ibland flyger den andinska kondoren högre upp. Andra fågelarter i arkipelagen är magellanparakit, kungsfiskare, kungspingvin, ugglor och eldkronekolibri.
Längre in i landet finns räv, guanaco och kanadensisk bäver som infördes på 1940-talet och är ett hot mot skogarna.
Bland sälsläktet finner man sydamerikanskt sjölejon, sydamerikansk pälssäl, sjöleopard och sydlig sjöelefant. Den ovanliga havsuttern finns också här. 
Följande valar har siktats på senare år:
Sydkapare, knölval, blåval, antarktisk vikval.
I Beaglekanalen ser man ofta den inhemska delfinen och dvärgrätval.

## Historia
Innan Ferdinand Magellans upptäckte Eldslandet var öarna bebodda av jägar-samlarfolk såsom selk'nam, kawésqar (alakaluf), haush och yahgan. De levde på ett överflöd av landdjur och marina däggdjur, skaldjur och fiskar. Vid stränderna gjorde de upp eld för att koka och tillreda sin fångst. Överallt brann eldar och därav fick arkipelagen sitt namn.

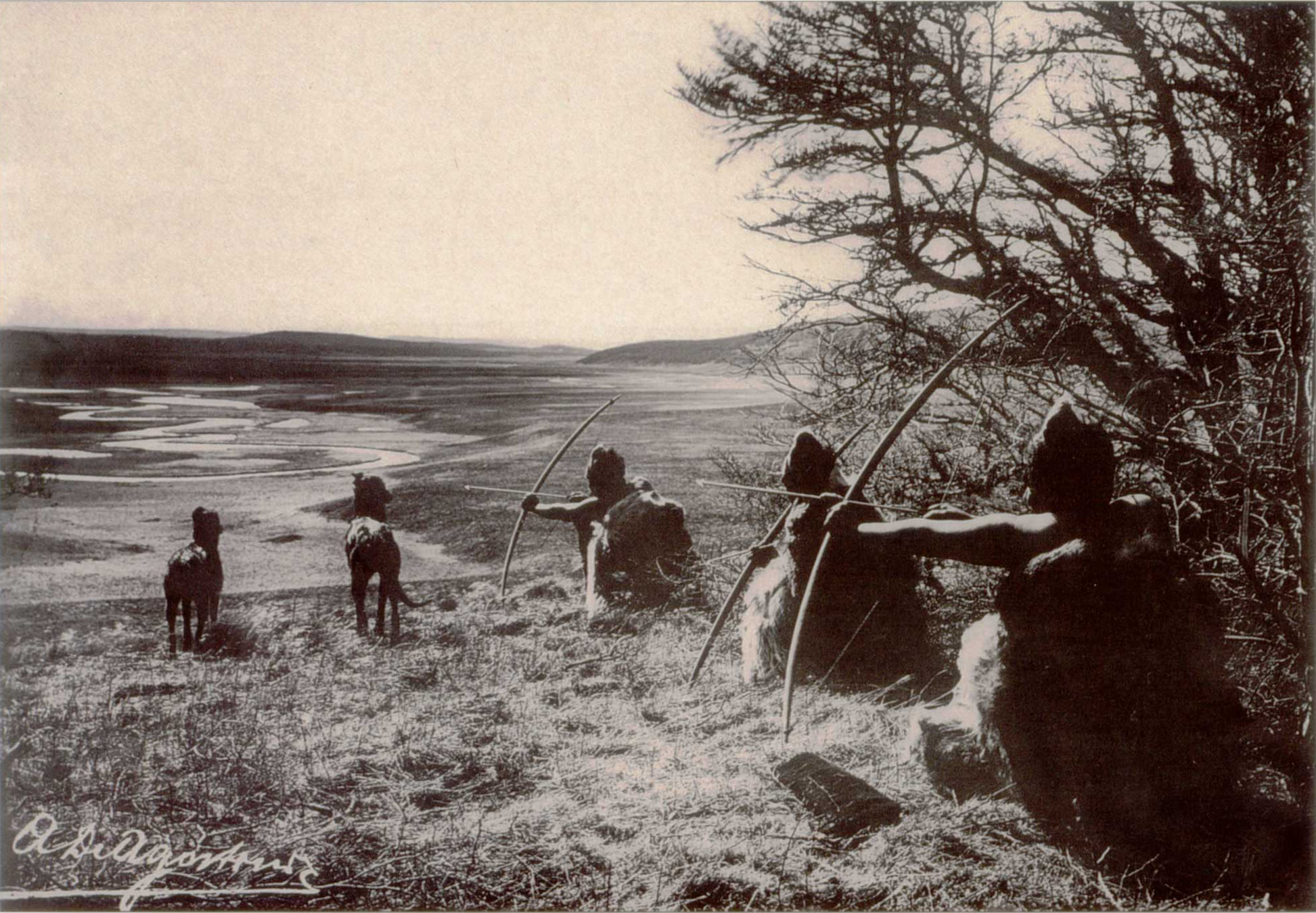
Selk'nammän på jakt

När fartygen blev större var det lättare att kryssa mot vinden i havet söder om Eldslandet. Men sjöfararna fruktade vattnen söder om Kap Horn och därför var det inte lockande att kolonisera arkipelagen. Först på 1800-talet började kolonisatörer bosätta sig på Eldslandet. I deras följe kom engelska missionärer för att frälsa ursprungsbefolkningen. Samtidigt började Chile och Argentina etablera sin närvaro i området. De byggde stora lantgårdar och bedrev boskapsskötsel med främst får och guanaco. Konflikter med selk'nam och de andra indianfolken uppstod. Missionärer införde klädtvång, vilket blev hygieniskt förödande. Européerna kom också med smittsamma sjukdomar för vilket ursprungsbefolkningen inte hade något immunförsvar.